# Love. Angel. Music. Baby.
Love. Angel. Music. Baby. is het debuut-soloalbum van de Amerikaanse pop- en rockzangeres Gwen Stefani. Het is uitgebracht door Interscope Records op 23 november 2004. Het haalde de eerste plaats in de Australische hitlijst en haalde de top 5 in Canada, Mexico, het Verenigd Koninkrijk en de Verenigde Staten. Het album kreeg 2 nominaties voor de Grammy Awards.
Het album, dat 86 weken in de Billboard 200 lijst stond van albums in de Verenigde Staten, verkocht daar 3,7 miljoen keer en werd drie keer platina. In Canada werden een half miljoen exemplaren verkocht en werd het album vier keer platina.. In Nederland haalde het de 14e plek in de Album Top 100 en bleef 30 weken in die hitlijst.
Eind 2006 werd bekend dat "Love. Angel. Music. Baby." ongeveer 7 miljoen keer wereldwijd werd verkocht.

## Tracklist
1. "What You Waiting For?" – 3:41
2. "Rich Girl" met Eve – 3:56
3. "Hollaback Girl" – 3:20
4. "Cool" – 3:09
5. "Bubble Pop Electric" met Johnny Vulture – 3:42
6. "Luxurious" – 4:24
7. "Harajuku Girls" – 4:51
8. "Crash" – 4:06
9. "The Real Thing" – 4:11
10. "Serious" – 4:48
11. "Danger Zone" – 3:36
12. "Long Way to Go" met André 3000 – 4:34

Internationale bonustrack
- "The Real Thing" (Slow Jam mix)

VK/Japan bonustrack
- "What You Waiting For?" (Elevator mix)

Bonus CD
1. "What You Waiting For?" (Jacques Lu Cont TWD mix)
2. "What You Waiting For?" (Jacques Lu Cont TWD dub)
3. "What You Waiting For?" (live)
4. "Harajuku Girls" (live)
5. "Hollaback Girl" (Hollatronix remix door Diplo)
6. "Cool" (Photex remix)
7. "Hollaback Girl" (dance Hollaback remix door Tony Kanal)

## Hitnoteringen
| Hitlijst (2004)               | Hoogste positie |
| ----------------------------- | --------------- |
| Australische ARIA             | 1               |
| Mexicaanse albumhitlijst      | 2               |
| Canadese albumhitlijst        | 3               |
| Finse albumhitlijst           | 3               |
| UK Albums Chart               | 4               |
| Nieuw-Zeelandse albumhitlijst | 5               |
| Billboard 200 (V.S.)          | 5               |
| Zweedse albumhitlijst         | 8               |
| Duitse albumhitlijst          | 11              |
| Nederlandse albumhitlijst     | 13              |
| Wereldwijde jaarlijst         | 36              |

## Singles
- "What You Waiting For?": de eerste single van het album stond twee weken op nummer 1 in Australië en ook in de rest van de wereld is het een groot succes in onder andere de clubs. Het is een productie van 21C. In Nederland haalde deze de zevende plaats in de Top 40.
- "Rich Girl": de tweede single is een parodie van "If I Were a Rich Man" van Fiddler on the Roof en een duet met Eve. Het was een top 20-hit in veel landen op de wereld. Ook in Nederland een succes, want dit nummer haalde de derde plaats in de Top 40.
- "Hollaback Girl": de derde single stond vier weken op nummer één in de Amerikaanse Billboard Hot 100, maar in de rest van de wereld was het succes wat minder. Het was de eerste single in Amerika die 1 miljoen keer (betaald) werd gedownload. In Nederland haalde het de achtste plek in de Top 40.
- "Cool": de vierde single stond in Canada 2 weken op nummer 1. Het was een redelijk succesvol nummer in de wereld en in Nederland was het goed voor de zesde plaats in de Top 40. Het nummer gaat over Stefani's relatie met Tony Kanal van No Doubt.
- "Luxurious": de vijfde en laatst uitgebrachte single van Love. Angel. Music. Baby. In Portugal haalde het de eerste plek, maar in de rest van de wereld flopte het nummer enigszins. Ook in Nederland scoorde het nummer matig met als hoogste notering in de Top 40 de 31ste plaats.
- "Crash": de zesde single van het album werd niet uitgebracht in Nederland. Waar het wel werd uitgebracht werd het geen succes aangezien het niet gepromoot werd en het nauwelijks te horen was op radio en televisie.
- "Serious" zou de zesde single worden maar dat idee werd later afgeblazen. Er was wel een videoclip opgenomen maar het nummer is vooralsnog niet uitgebracht.

| Single met eventuele hitnotering(en) in de Nederlandse Top 40 | Datum van verschijnen | Datum van binnenkomst | Hoogste positie | Aantal weken | Opmerkingen |
| ------------------------------------------------------------- | --------------------- | --------------------- | --------------- | ------------ | ----------- |
| What You Waiting For?                                         |                       | 6-11-2004             | 7               | 14           |             |
| Rich Girl                                                     |                       | 5-3-2005              | 3               | 11           | met Eve     |
| Hollaback Girl                                                |                       | 28-5-2005             | 8               | 11           |             |
| Cool                                                          |                       | 3-9-2005              | 6               | 10           |             |
| Luxurious                                                     |                       | 11-2-2006             | 31              | 4            |             |

| Single met hitnotering(en) in de Vlaamse Ultratop 50 | Datum van verschijnen | Datum van binnenkomst | Hoogste positie | Aantal weken | Opmerkingen |
| ---------------------------------------------------- | --------------------- | --------------------- | --------------- | ------------ | ----------- |
| What you waiting for?                                |                       | 27-11-2004            | 8               | 15           |             |
| Rich girl                                            |                       | 19-03-2005            | 4               | 15           | met Eve     |
| Hollaback girl                                       |                       | 04-06-2005            | 6               | 14           |             |
| Cool                                                 |                       | 17-09-2005            | 36              | 5            |             |